# 威廉·海因里希 (拿騷-烏辛根)
威廉·海因里希（德語：Wilhelm Heinrich，1684年5月2日—1718年2月14日），拿騷-烏辛根親王，1702年至1718年在位。

## 家庭
1706年，威廉·海因里希與拿騷-迪倫堡親王威廉二世的妹妹夏洛特·艾瑪莉亞結婚，兩人共有2子2女：
1. 法蘭索瓦絲（1707年—1750年）
2. 卡爾（1712年—1775年），烏辛根親王
3. 海德薇希（1714年—1786年）
4. 威廉·海因里希（1718年—1768年），薩爾布魯根親王